# Georg VII av Imeretien
Georg VII av Imeretien, död 1720, var en georgisk monark. Han var kung i kungariket Imeretien 1707-11, 1712-13, 1713-16, 1719-20.